# Sektor
U polju računarstva kod pohrane podataka na tvrdom disku ili disketi, sektor je vrsta podjeljaka na magnetskom ili optičkom disku. Svaki sektor ima fiksnu količinu podataka. Ovisno o formatu i o mediju pohranjivanja sektor obično ima od 512 bajta (magnetni disk} do 2048 bajtova (optički disk) za spremanje podataka. Noviji tvrdi diskovi koriste 4096 bajta (4KB) korištenjem sektora koji su formatirani naprednim formatom.